# Bergenita
La bergenita es un mineral de la clase de los minerales fosfatos. Fue descubierta en 1959 en Bergen en el estado de Sajonia (Alemania), siendo nombrada así por esta localización. Un sinónimo poco usado es "fosfouranilo bárico".

## Características químicas
Es un uranilo-fosfato hidratado de calcio y bario.

## Formación y yacimientos
Se ha encontrado en las escorias de una mina de mineral fosfatos de uranio en Alemania, formado como mineral secundario.
Suele encontrarse asociado a otros minerales como: uranocircita, torbernita, autunita, dewindtita o uranofano bárico.